# Vinterferie (dokumentarfilm)
|  | Denne artikel er oprettet af botten Steenthbot ud fra en ekstern database. Den kan derfor have sproglige fejl eller mangler. Denne skabelon kan fjernes efter kontrol af indholdet. |

Vinterferie er en dansk dokumentarfilm fra 2008 instrueret af Camilla Magid efter eget manuskript.

## Handling
14-årige Lütfiye har ferie og ikke noget at lave. Trappeopgangene i boligblokkene agerer varmestue for hende og hendes veninder, mens de dræber timerne og dagene i den kolde vinterferie med slåskampe.

## Medvirkende
- Lütfiye Pehlivan
- Pehlivan. Ayten
- Maria Broch
- Jannick Amundsen
- Nicki Amundsen